# پذیریش مردمی
پذیریش اجتماعی (انگلیسی: Breaking Into Society) یک فیلم کمدی صامت آمریکایی است که در سال ۱۹۲۳ منتشر شد.

## بازیگران
- کری کلارک وورد
- بول مونتانا
- کالا پاشا
- فلورنس گیلبرت
- لئو وایت
- تاینی سندفورد
- چارلز ریسنر
- گرترود شورت
- استنهوپ ویتکرافت